# Samuel García Sánchez
Samuel García Sánchez (Málaga, 13 de julio de 1990) es un exfutbolista español que jugaba como mediocampista derecho o mediapunta.

## Trayectoria
Sus comienzos fueron en el club Conejitos del Distrito de La Luz en Málaga. Con solo 14 años dio el salto al Chelsea a petición de José Mourinho, para jugar en las categorías inferiores del club londinense. Aunque nunca se adaptó a las costumbres y al clima de las islas británicas y duró allí tres meses y prefirió regresar a Málaga.
Pasó por Glasgow Rangers, Goyo Riu de Ceuta, Dos Hermanas San Andrés perteneciente a la Primera Andaluza o CD Alhaurino en Tercera División donde anotó 9 goles en 2010 para por fin fichar por el Atlético Malagueño para la disputa de la temporada 2010/11.
En la temporada 2013-14, Bernd Schuster lo subió al primer equipo del Málaga CF, donde pronto conseguiría la titularidad, realizando grandes actuaciones tanto ese año como el siguiente, la temporada 2014-15, esta vez bajo las órdenes de Javi Gracia.
En el verano de 2015, pese a que el jugador no quería salir del Málaga, el club le vende al conjunto valenciano del Villarreal CF.
El 30 de junio de 2016 se produjo el fichaje por cuatro temporadas por el Rubin Kazan a cambio de 5 millones de euros. En enero de 2017 fue cedido al Leganés hasta el final de la temporada.
EL 24 de agosto de 2017, Samu García rescindió su contrato con el equipo ruso para fichar por el Levante UD.
En el enero de 2018, vuelve al equipo de su tierra,el Málaga CF, gracias a una cesión por parte del Levante UD
Se retira en 2020 después de dos transferencias de fichajes sin ofertas.